# Louis Mazeron
Louis Mazeron, né le 9 octobre 1847 à Auzances (Creuse) et mort le 7 septembre 1910 à Chaptelat (Haute-Vienne), est un homme politique français.

## Biographie
Avocat, il est député de la Creuse de 1882 à 1885, siégeant à gauche. Battu en 1885, il quitte la vie politique.